# Keiō Dentetsu
Công ty cổ phần Điện thiết Keiō (京王電鉄株式会社 (Kinh Vương điện thiết châu thức hội xã) Keiō Dentetsu Kabushiki-gaisha) (TYO: 9008) là một nhà điều hành đường sắt tư nhân ở Tokyo, Nhật Bản và là công ty trung tâm của Tập đoàn Keiō (京王グループ Keiō Gurūpu) tham gia vào lĩnh vực vận tải, bán lẻ, bất động sản và nhiều ngành công nghiệp khác.
Cái tên "Keio" (京王 (Kinh vương)) có nguồn gốc từ việc lấy mỗi kí tự từ hai nơi mà tuyến đường sắt chạy qua: "Tōkyō" (東京) và "Hachiōji" (八 王子). Mạng lưới đường sắt Keiō kết nối các vùng ngoại ô phía tây của Tokyo (Chōfu, Fuchū, Hachiōji, Hino, Inagi, Tama) và Sagamihara ở Kanagawa với trung tâm Tokyo tại ga Shinjuku.

## Các tuyến

Sơ đồ của Tổng công ty Keio

Mạng lưới Keio dựa trên Tuyến Keiō trung tâm, dài 37,9 km (23,5 mi), có 32 nhà ga.
| Tuyến                 | Đoạn                                  | Số nhà ga | Chiều dài (km) | Nhà ga | Ngày mở cửa      | Tốc độ tối đa (km/h) |
| --------------------- | ------------------------------------- | --------- | -------------- | ------ | ---------------- | -------------------- |
| Tuyến Keiō            | Shinjuku - Keiō Hachiōji              | 01, 04-34 | 37.9           | 32     | 15 tháng 4, 1913 | 110                  |
| Tuyến Keiō Sagamihara | Chōfu - Hashimoto                     | 18, 35-45 | 22.6           | 12     | 1916             | 110                  |
| Tuyến Keiō Takao      | Kitano - Takaosanguchi                | 33, 48-53 | 8.6            | 7      | 20 tháng 3, 1931 | 105                  |
| Tuyến Keiō Inokashira | Shibuya - Kichijōji                   | 01-17     | 12.7           | 17     | 1934             | 90                   |
| Tuyến Keiō Mới        | Shinjuku - Sasazuka                   | 01-04     | 3.6            | 4      | 1980             |                      |
| Tuyến Keiō Dōbutsuen  | Takahatafudō - Tama-Dōbutsukōen       | 29, 47    | 2.0            | 2      | 29 tháng 4, 1964 |                      |
| Tuyến Keiō Keibajō    | Higashi-Fuchū - Fuchū Keiba Seimonmae | 23, 46    | 0.9            | 2      | 29 tháng 4, 1955 |                      |
| Total                 | 7 tuyến                               |           | 88.3           |        |                  |                      |

Tuyến Keio Inokashira không có chung đường với Tuyến chính. Nó giao nhau với Tuyến Keio tại Ga Meidaimae.

## Lịch sử
Tiền thân của công ty là Đường sắt điện Nhật Bản (日本電気鉄道) được thành lập năm 1905. Năm 1906, công ty được tổ chức lại thành Đường sắt điện Musashi (武蔵電気鉄道), năm 1910 đổi tên một lần nữa thành Xe điện Keiō (京王電気軌道) và bắt đầu hoạt động đoạn liên tỉnh đầu tiên giữa Sasazuka và Chōfu vào năm 1913. Đến năm 1923, Keiō đã hoàn thành tuyến đường sắt chính (nay là tuyến Keiō) giữa Shinjuku và Hachiōji. Đường dọc theo đoạn Fuchū - Hachiōji ban đầu được đặt trên khổ 1.067 mm bởi Đường sắt điện Gyokunan; sau đó thì được thay đổi thành khổ đường 1.372 mm cho khớp với các đường khác.
Tuyến Inokashira bắt đầu hoạt động vào năm 1933, với tư cách là một công ty hoàn toàn riêng biệt là Đường sắt điện Teito (帝都電鉄). Công ty này cũng đã lên kế hoạch liên kết Ōimachi với Suzaki (nay là khu Kōtō), mặc dù kế hoạch này không bao giờ thành hiện thực. Năm 1940, Teito hợp nhất với Công ty TNHH đường sắt điện Odakyū, và trong năm 1942, các công ty kết hợp này được sáp nhập hết theo lệnh của chính phủ thành Tōkyō Kyūkō Dentetsu (東京急行電鉄) (nay là Tập đoàn Tōkyū).
Năm 1947, các cổ đông của Tōkyū bỏ phiếu chuyển tuyến Keiō và Inokashira thành một công ty mới, tên là Đường sắt điện Keiō Teito (京王帝都電鉄). Cái tên Teito bị loại bỏ năm 1998 nhằm thay cho Đường sắt điện Keiō (京王電鉄 (Kinh Vương điện thiết) Keiō Dentetsu), mặc dù đôi khi vẫn có thể thấy biển hiệu và phù hiệu "KTR" cũ. Tên tiếng Anh của công ty được đổi thành Keio Corporation vào ngày 29 tháng 6 năm 2005.

Bản đồ đường sắt Khu vực Tokyo khổ 1.372 mm

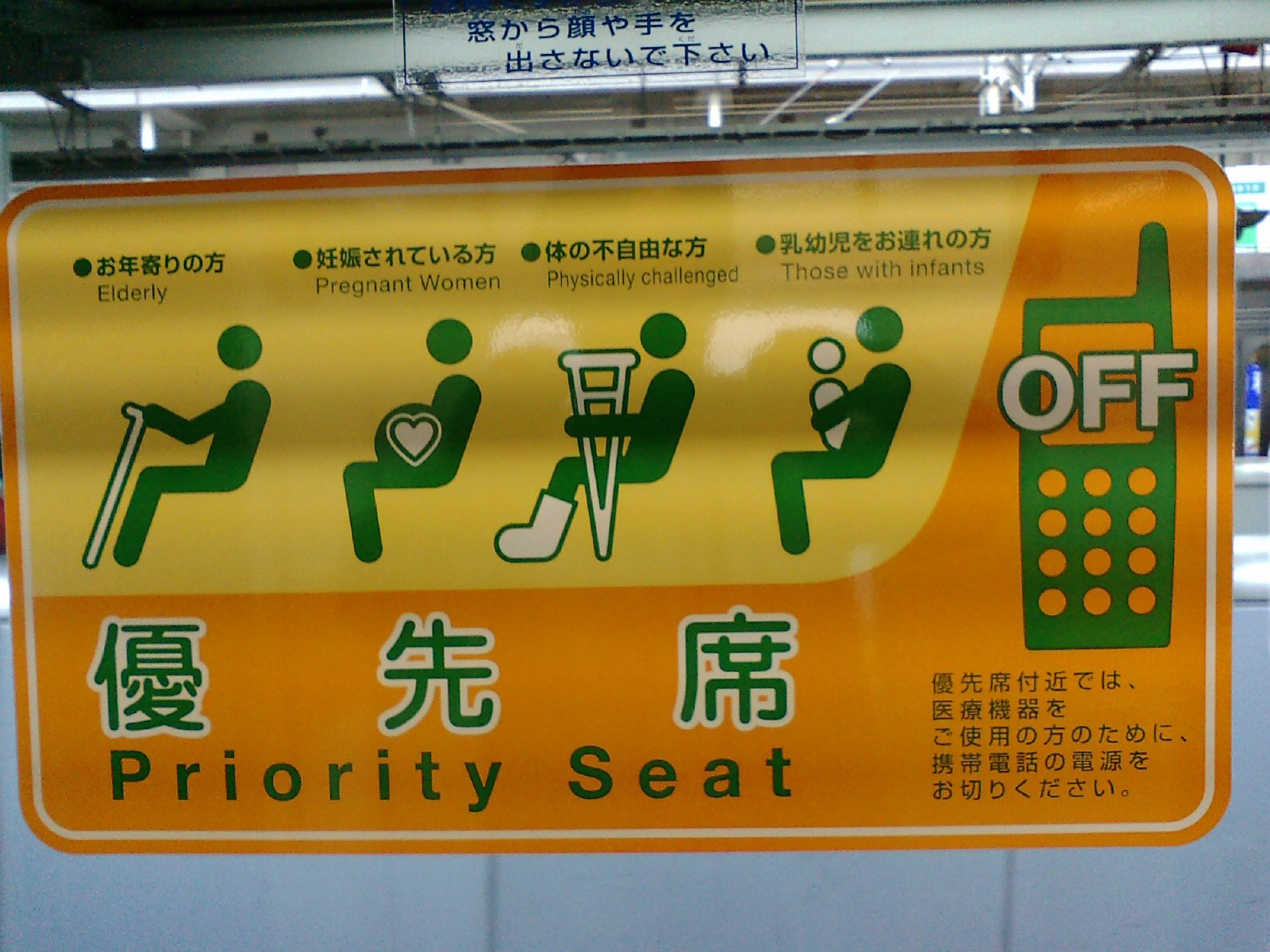
Biển báo "Ghế ưu tiên"

### Ghế ưu tiên
Keiō là một trong những công ty đường sắt đầu tiên giới thiệu chỗ ngồi ưu tiên trên các chuyến tàu của mình. Ghế ưu tiên dành cho người khuyết tật, người già, phụ nữ mang thai và trẻ sơ sinh. Những chiếc ghế đặc biệt này, ban đầu được gọi là "Ghế bạc" nhưng được đổi tên vào năm 1993, khánh thành vào Ngày Kính Lão 15 tháng 9 năm 1973.

## Toa xe
Tất cả các chuyến tàu Keiō đều có chỗ ngồi dọc (kiểu tàu vé tháng).

### Đường khổ1.372mm(4ft6in)
- Hệ 7000 (từ năm 1984)
- Hệ 8000 (từ năm 1992)
- Hệ 9000 (từ năm 2001)
- Hệ 5000 (thế hệ 2) (từ năm 2017)

Chiếc đầu tiên trong đội xe gồm 5 chiếc EMU mới gồm 10 toa hệ 5000 được giới thiệu vào ngày 29 tháng 9 năm 2017, trước khi bắt đầu các dịch vụ tàu vé tháng dành riêng cho thời gian buổi tối, chạy từ Shinjuku vào mùa xuân năm 2018.

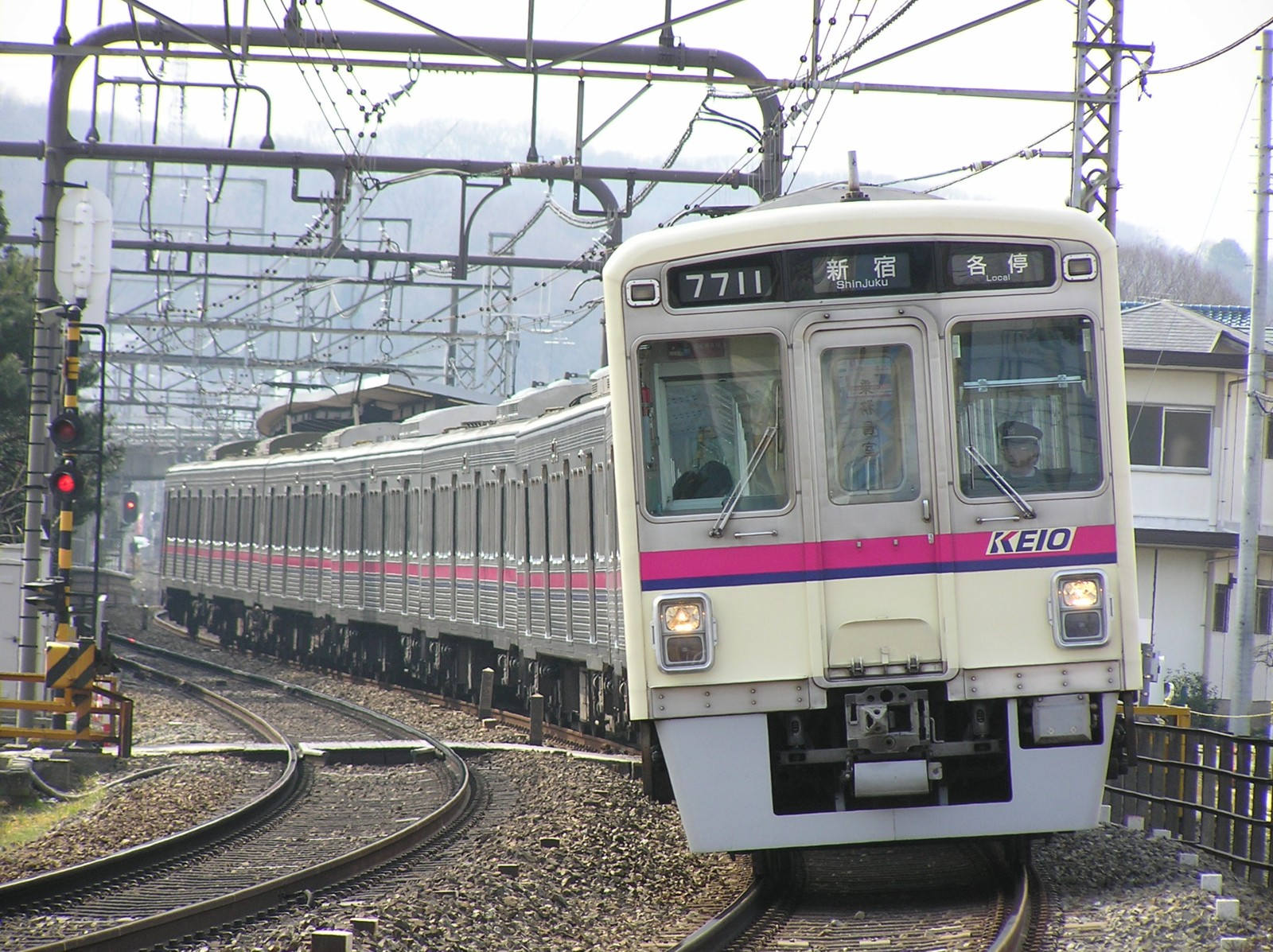
Hệ 7000 (bộ 8 toa)
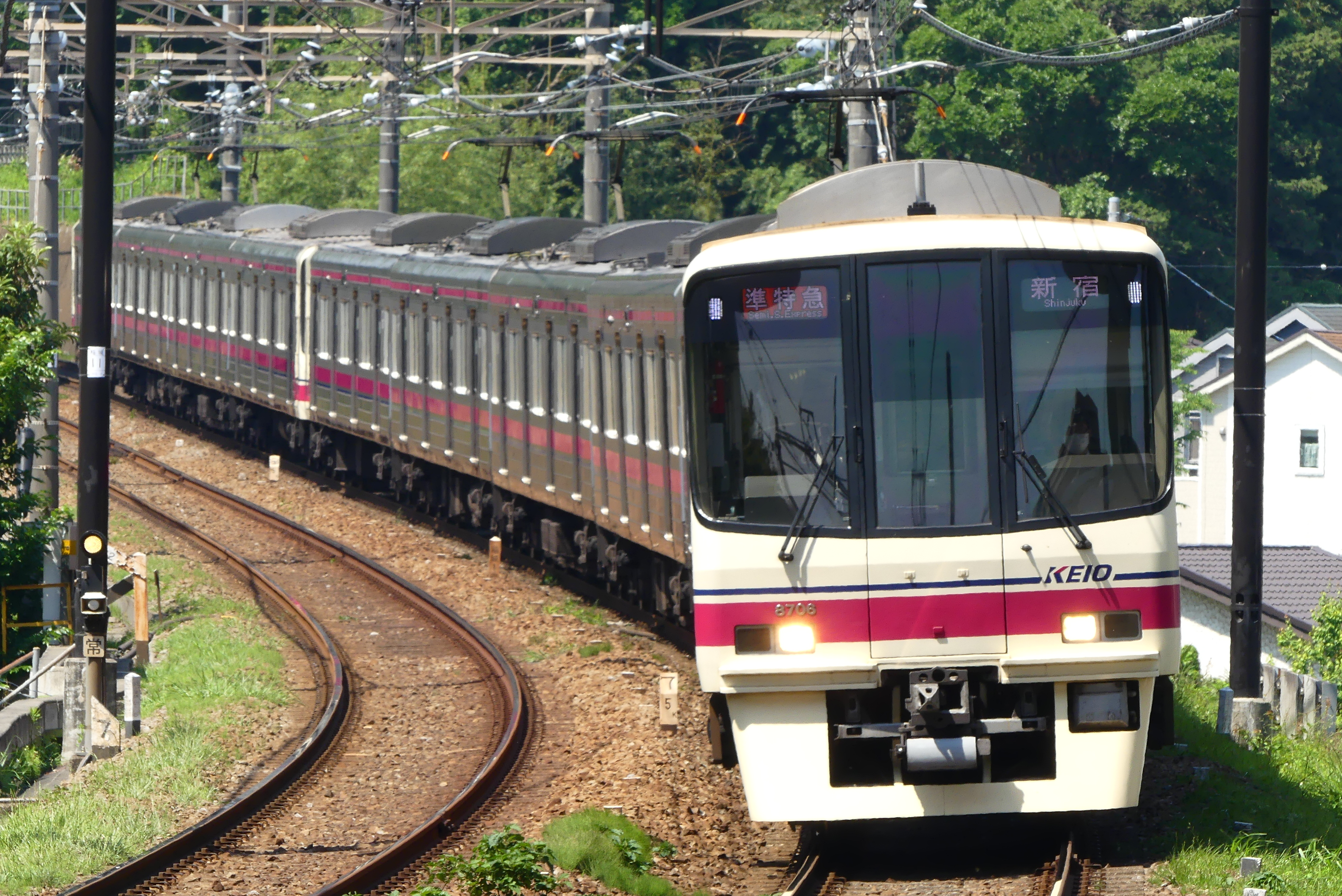
Hệ 8000 (bộ 10 toa)
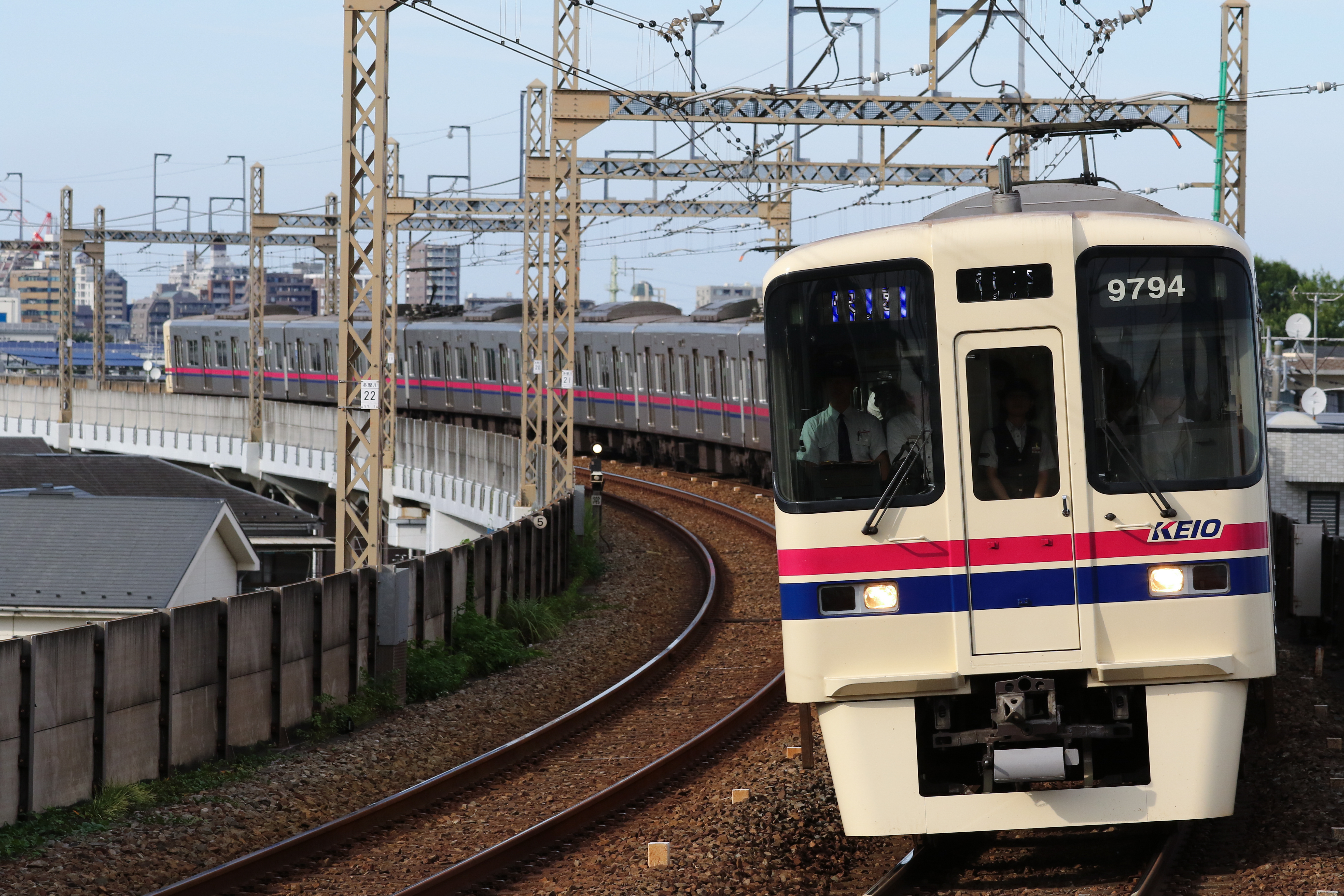
Hệ 9000 (bộ 10 toa)
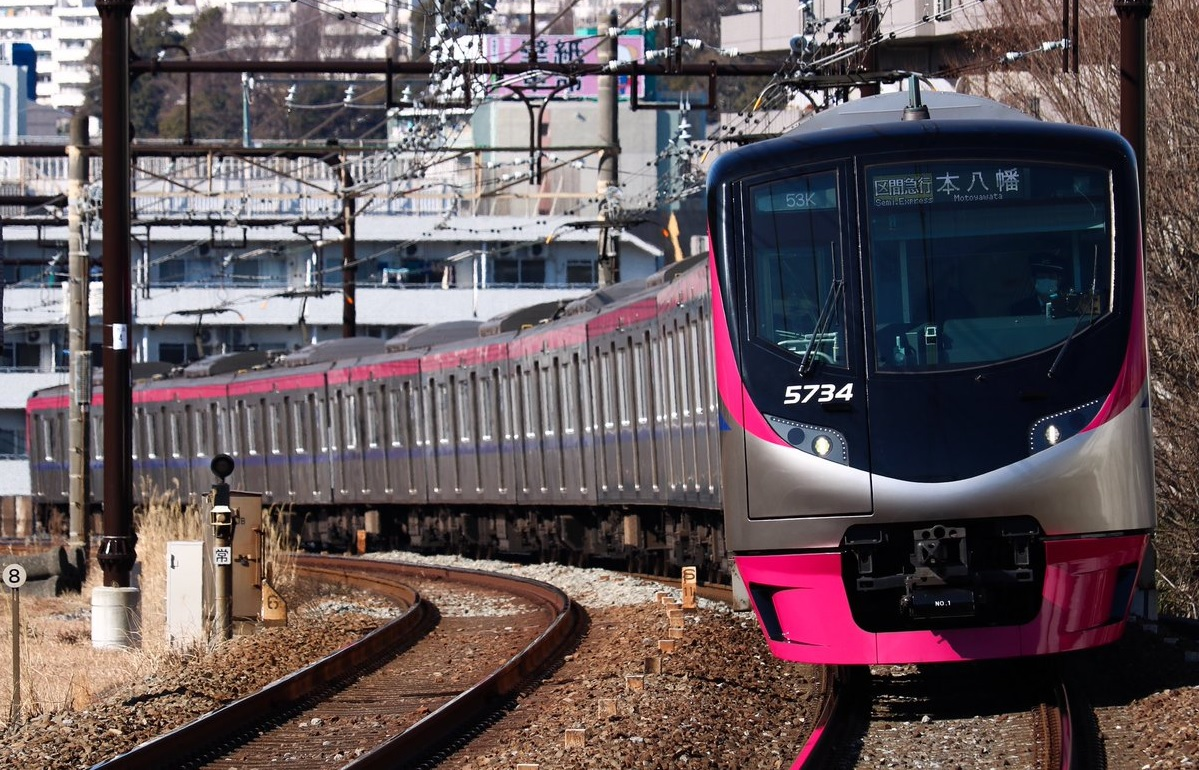
Hệ 5000 (II)

### Đường khổ

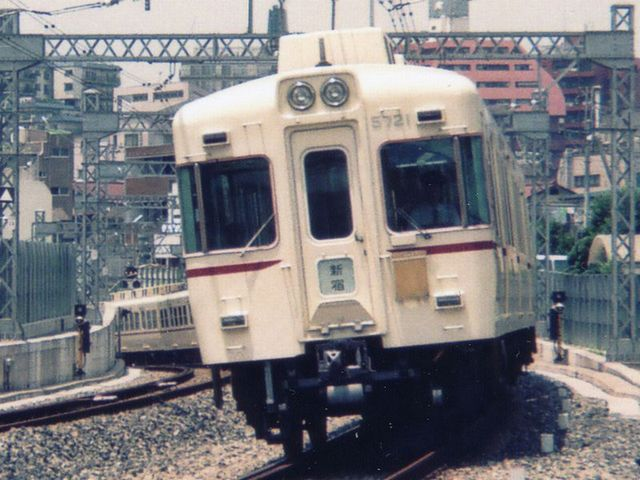
Hệ 5000 (I)
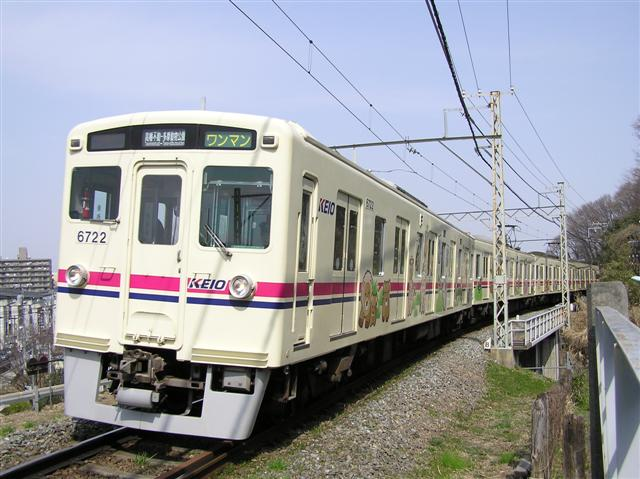
Hệ 6000 (bộ 4 toa)

### Đường khổ1.067mm(3ft6in)
- Hệ 1000 (thế hệ 2) (từ năm 1996)

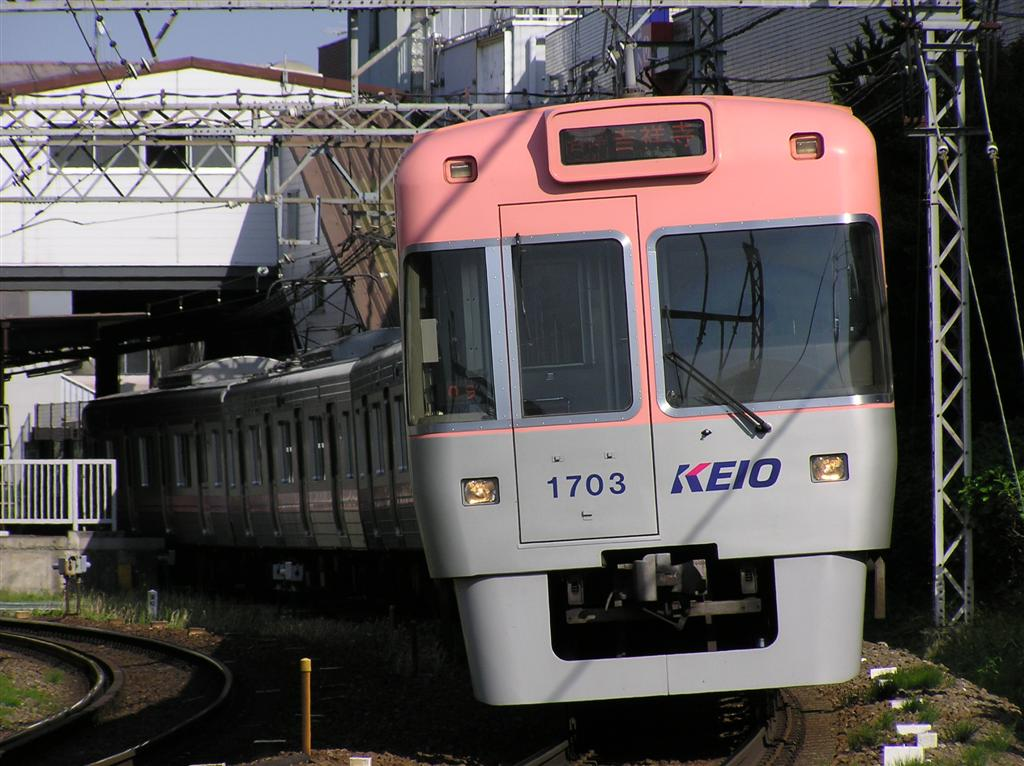
Hệ 1000 (II)

## Toa xe cũ

### Đường khổ1.372mm(4ft6in)
- Hệ 5000 (từ 1963 đến 1996)
- Hệ 6000 (từ 1972 đến 2011)  - Hệ 5000 (I)
  - Hệ 6000 (bộ 4 toa)

### Đường khổ 1,067 mm (3 ft 6 in)
- Hệ 1000 (từ 1957 đến 1984)
- Hệ 3000 (từ 1962 đến 2011)

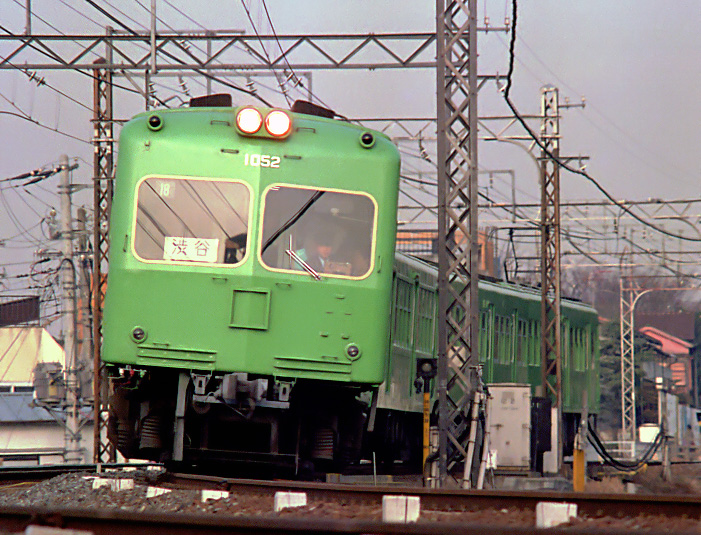
Hệ 1000 (I)
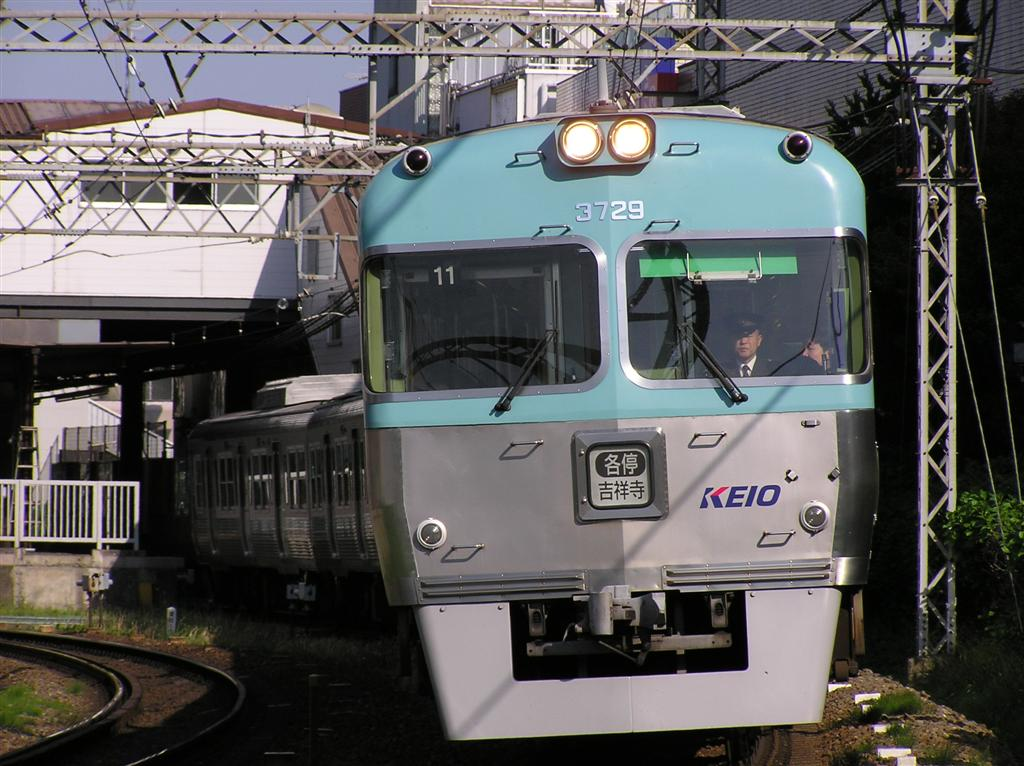
Hệ 3000 (tân trang)